# Otto Ernst Remer
Otto Ernst Remer (Neubrandenburg, 18 de Agosto de 1912 — Marbella, 4 de Outubro de 1997) foi um oficial da Wehrmacht e - depois da Segunda Guerra Mundial - um político do Partido Socialista do Reich, um partido nacional-socialista.
Otto Ernst ficou conhecido por seu papel nos eventos que se seguiram ao atentado de 20 de julho onde ele permaneceu leal a Hitler e foi responsável por prender os conspiradores que desejavam remover o Führer do poder.

## Condecorações
- Cruz de Ferro de 2ª Classe
- Cruz de Ferro de 1ª Classe
- Cruz de Cavaleiro da Cruz de Ferro (18 de maio de 1943)
- Folhas de Carvalho nº 325 (12 de novembro de 1943)
- Cruz Germânica em Ouro